# 活结乐队同名专辑
《活结》（英語：Slipknot）是美国重金属乐队活结乐队的首张录音室专辑。该专辑于1999年6月29日由Roadrunner Records发行，其包含了1998年发行的几首歌曲的小样。后来由于法律纠纷，该专辑于1999年12月重新发行，曲目列表和母带处理略有调整。这是乐队由罗斯·罗宾逊制作的第一张专辑，他力求改进乐队的音乐而非他们的音乐方向。这是唯一一张原吉他手乔希·布雷纳德（Josh Brainard）参加创作的专辑，他在1998年底专辑录制结束时的乐队短暂休息期内就离队了。吉姆·鲁特（Jim Root）此时录制了两首歌曲，从他们的下一张专辑《爱荷华》开始，鲁特就一直参与后续所有专辑的创作。
这张专辑涵盖了多种音乐流派，以其丰富的打击乐和低沉的声音而闻名。它受到了歌迷和评论家的好评，并让活结乐队的人气大涨。这张专辑在《公告牌》200强榜上最高排名第 51 位，并在美国获得双白金认证，成为乐队最畅销的专辑。 2011年，它被《金属锤》杂志读者评选为过去25年最佳处女专辑。 

## 录音及制作
1997年，在活结乐队发行了演示专辑《交配、喂养、杀戮、循环》（《Mate. Feed. Kill. Repeat》)之后，乐队成员在当地的SR Audio工作室中开始与新主唱科里·泰勒一同创作。乐队开始着手制作一张新专辑，但始终未能进入实质制作阶段在这一时期创作并录制的歌曲包括《Slipknot》、《Gently》、《Do Nothing》、《Tattered and Torn》、《Heartache and a Pair of Scissors》、《Me Inside》、《Coleslaw》、《Carve》、《Windows》和《May 17》。1998年，活结乐队开始受到唱片公司的关注，包括Epic和Hollywood Records 。
1998年9月29日，活结乐队离开爱荷华州得梅因，搬到加利福尼亚州马里布的Indigo Ranch Studios，在经过漫长的等待后终于签约并急切地开始录制新专辑。在那段时间，乐队成员参加了由迈克·帕顿（Mike Patton）领衔的前卫金属超级乐队Fantômas的演出（乐队已经因他与Mr. Bungle和Faith No More的合作而钦佩他）。Fantômas对活结乐队的新专辑产生了巨大的影响。录制新的演示后，活结乐队将其提供给有意向的唱片公司和制作人。《Spit It Out》是主打曲，在乐队经理索菲亚·约翰的帮助下，他们将同名演示录音提供给罗斯·罗宾逊。乐队希望他能和他们一起合作制作首张专辑。在与乐队的会面后，罗宾逊将他们签到了自己的唱片公司I Am，后来还帮助他们签约了Roadrunner Records 。

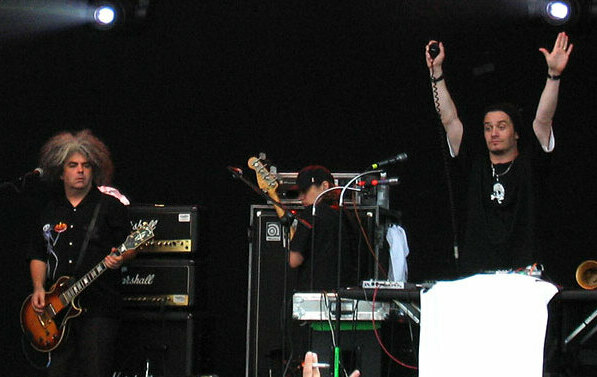
对活结乐队产生重大影响的前卫金属乐队Fantômas

这张专辑的录制过程“非常激进和混乱”，制作人罗宾逊努力捕捉乐队在现场表演时创造的强烈氛围。在三天内，所有鼓点的录制全部完成，乐队认为这保留了生猛的现场音效，为乐队的音乐发展方向做出了极其重要贡献。罗宾逊指导了乐队风格的改变，说服乐队减少实验性的部分和吉他独奏，并用直接的金属音效取代。1998年11月11日，专辑的录制已经完成，乐队返回得梅因。在那年圣诞节，吉他手乔什·布雷纳德在录制完所有音轨后离开了乐队。他离开的原因尚不清楚，人们大多认为他是由于家庭原因而离队，然而布雷纳德澄清了这些谣言，说“（乐队）做出的一些决定我并不是特别满意”。 他的继任者是吉姆·鲁特 (Jim Root) ，乐队于1999年2月返回录音室 活结乐队在此期间完成了录制，并录制了一首名为《Purity》的新曲目。混音阶段非常挑战，因为鼓手喬依·喬迪森和制片人Robinson对专辑的制作使用的是模拟设备而非数字制作。专辑还收录了在演示专辑中出现的《Wait and Bleed》和《Spit It Out》；演示歌曲《Interloper》和《Despise》则收录在该专辑的数码版中。

## 音乐和歌词
《活结》的音乐风格一直备受争议。对《活结》风格分类并无统一观点。通常这张专辑被视为新金属，同时也显示出其他音乐流派的影响。乔伊·乔迪森表示：“根源是死亡金属、激流金属、速度金属，太多了我可以一直说下去。”这张专辑还显示出另类金属甚至说唱金属的影响。评论家还认为他们受到工业音乐的影响。
乐队在专辑大量使用鼓、DJ以及取样器，让专辑声音浓厚却层次分明。另类新闻称赞其“创造性的取样器、创造性的吉他演奏和绝对的鼓点超载”，而Q杂志则将这张专辑描述为“可怕的喧闹”。《活结》还包括旋律歌曲，例如单曲《Wait and Bleed》。
"742617000027" 是专辑的序曲，以《Mate.Feed.Kill.Repeat》的条形码数字命名。它包含刮吉他的声音和取样器的声音样本。歌词取自查尔斯·曼森的纪录片中的对话：“整件事，我认为这很恶心。”（"The whole thing, I think it's sick"）。在专辑发行后不久的一次采访中，乔迪森说这声音是加快了的科里·泰勒的声音。乔迪森回忆道，《(sic)》是在“1995年9月15日我与活结乐队第一次排练时写下的。当时我们被称为The Pale Ones，这首歌最初被称为《活结》。它听起来和现在完全不同，因为科里还不在队中。”（ Corey Taylor出现在活结乐队的第二个演示专辑中并促成了他们与 Roadrunner Records 签约。 ）鼓手肖恩·克兰（Shawn Crahan）说“贝斯手保罗·格雷和我在创立活结乐队之前多年就一起写了这首歌”。“我们基本上有即兴演奏和鼓点。但直到其他人都加入乐队并将其交给罗斯·罗宾逊制作之后，这才成为了《(sic)》。录制这首曲时，我们所有人都在一个房间里。这太搞笑了。每个人都把耳机绑在头上，这样我们就能在演奏时一起疯狂摇头。罗斯还向乔伊扔盆栽。那是我见过的最疯狂的事情。”
这张专辑中的所有曲目中，歌曲《Diluted》是唯一一个从未在现场演奏过的曲目。AllMusic的Rick Anderson指出，在《Scissors》中，泰勒听起来好像快要哭出来了。AllMusic还注意到了泰勒具有攻击性和充满粗话的歌词。简单来说，活结乐队的成员似乎对他们的父亲、家乡或大多数其他事物都不满意。
《Eeyore》是《Scissors》结尾的一个隐藏曲目，记录乐队成员之间的一段在他们观看涉及粪恋的色情电影中的场景时录制的对话。这首歌曾多次在现场演奏，并出现在DVD《Disasterpieces》和现场专辑《9.0: Live》中。

## 评价
《活结》得到了评论家和乐迷的广泛认可。专辑发行后乐队受到了超出预期的欢迎。，里克·安德森 (Rick Anderson) 在AllMusic访谈中给这张专辑打了四颗星（满分五颗星），称其为“吉祥的开端”并说“你认为软饼干很难吗？他们就像奥斯蒙德一家。而活结这帮家伙完全不同，让人印象深刻。” 这张专辑所展现的侵略性和厚重的声音得到广泛的好评：《滚石》将活结称为“大写m的金属” Kerrang!认为这张专辑“原汁原味且毫不妥协，每首歌都带来了强烈的感官冲击”，2001年，Q杂志将这张专辑列入了“有史以来最重的50张专辑”名单。CMJ则将这张专辑评为1999 年“编辑精选集”的第十二名。这张专辑还收录在罗伯特·迪默里 (Robert Dimery) 所著的《1001 张专辑你在死之前必须听的》一书中。《经典摇滚》杂志的乔恩·霍滕 (Jon Hotten) 将活结乐队“恐怖、颠覆流派的首秀”描述为“恐怖电影美学巧妙结合了重金属”。 2021年，专辑被《金属锤》杂志评为1999年20张最佳金属专辑之一。
| 評論得分                      | 評論得分 |
| 來源                          | 評分     |
| ----------------------------- | -------- |
| AllMusic                      | [ 37 ]   |
| Alternative Press             | [ 20 ]   |
| Classic Rock                  | 7/10     |
| Kerrang!                      | [ 32 ]   |
| Q                             | [ 21 ]   |
| The Rolling Stone Album Guide | [ 38 ]   |
| Sputnikmusic                  | 4/5      |